# Горња Корзика
Горња Корзика (фр. Haute-Corse, корз. Corsica suprana) департман је у јужној Француској. Припада региону Корзика, а главни град департмана (префектура) је Бастија. Департман Горња Корзика је означен редним бројем 2B. Његова површина износи 4.666 км². По подацима из 2010. године у департману Горња Корзика је живело 166.093 становника, а густина насељености је износила 36 становника по км².
Овај департман је административно подељен на:
- 3 округа
- 30 кантона и
- 236 општина.

## Демографија
| 1999.   | 2011.   |
| ------- | ------- |
| 141.603 | 168.640 |